# Tetratoma crenicollis
Tetratoma crenicollis es una especie de coleóptero de la familia Tetratomidae.

## Distribución geográfica
Habita en Chipre.